# Cuenca Boreal (Marte)
La cuenca polar norte, más comúnmente conocida como la cuenca boreal, es una cuenca grande en el hemisferio norte de Marte que cubre el 40 % del planeta. 
Algunos científicos han postulado que la cuenca se formó durante el impacto de un solo cuerpo grande de aproximadamente el 2% de la masa de Marte, con un diámetro de aproximadamente 1.900 km (1.200 millas).  Sin embargo, la cuenca no está reconocida actualmente como una cuenca de impacto por la UAI. La cuenca es una de las áreas más planas del Sistema Solar y tiene una forma elíptica. Chryse Planitia, el sitio de aterrizaje del módulo de aterrizaje Viking 1, es una bahía que se abre a esta cuenca.